# Oracle de Dídima
L'oracle de Didima fou un oracle d'Apol·lo, situat a Dídima en territori de Milet; era el principal oracle dels jonis i eolis.
La tradició diu que l'oracle ja existia quan els jonis van arribar a la costa asiàtica, i suposadament hauria estat construït pel mateix Hèrcules, mentre el temple hauria estat obra de Brancos, un endeví i purificador llegendari, fill d'Esmicre i amant d'Apol·lo, vingut des de Delfos. No obstant, la seva antiguitat no es pot remuntar més enllà del segle vii aC.
Els sacerdots eren anomenats branquides (branchidae) i tenien la completa administració de l'oracle i temple, com a suposats descendents de Brancos. El gran sacerdot s'anomenava Στεφανεφόρος (stefaneforos, "el que porta corona"). Una família posseïa de manera hereditària el poder de transmetre com a missatgers les profecies (els Evangèlides), però el càrrec de profeta no era vitalici. L'oracle era inspirat en l'Oracle de Delfos. El sacerdot o sacerdotessa de l'oracle de Didima (de la família dels branquides) donava les seves profecies en estat d'èxtasi, com l'oracle de Claros o la pítia de Delfos. El ritual de l'oracle era molt semblant: el vident agafava un bastó entre les mans, s'asseia sobre una fusta, es rentava els peus i la punta del vestit en aigua sagrada, aspirava vapors, dejunava durant tres dies i es retirava a l'àditon, el lloc més sagrat del temple. Apuleu diu que aquest oracle responia també per sortem. Aquesta paraula llatina pot voler dir que l'oracle extreia una resposta a l'atzar, documentada així mateix a Delfos des del segle iv aC, o també pot referir-se genèricament a la resposta oracular.
Fou consultat per Cressos de Lídia que li va fer importants regals. El temple i oracle foren cremats pels perses vers el 499 aC, com la pítia de Delfos havia predit, però fou restaurat i adornat amb una estàtua d'Apol·lo que Xerxes I de Pèrsia es va emportar a Ecbàtana el 480 o 479 aC. Una part dels branquides va seguir el partit persa i se'n van anar a Bactriana on els seus descendents haurien estat castigats per Alexandre el Gran 150 anys després.
Seleuc I Nicàtor va retornar l'estàtua d'Apol·lo a Dídima, després que l'oracle el va reconèixer com a rei en una profecia.
Encara existeixen algunes ruïnes del temple.